# Sound Elixir
Sound Elixir – album szkockiej grupy rockowej Nazareth, wydany w 1983 roku.

## Lista utworów
1. „All Nite Radio”
2. „Milk And Honey”
3. „Whippin' Boy”
4. „Rain On The Window”
5. „Backroom Boys”
6. „Why Don't You Read The Book”
7. „I Ran”
8. „Rags To Riches”
9. „Local Still”
10. „Where Are You Now”

## Wykonawcy
- Dan McCafferty – wokal
- Darrell Sweet – perkusja
- Pete Agnew – bas, gitara, pianino
- Billy Rankin – keyboard
- Manny Charlton – gitara